# Championnats d'Europe de natation 1983
Navigation
Split 1981 Sofia 1985
La 16e édition des Championnats d'Europe de natation se déroule du 22 au 27 août 1983 à Rome en Italie. Le pays accueille pour la troisième fois de son histoire cet événement organisé par la Ligue européenne de natation après l'édition 1927 disputée à Bologne puis  l'édition 1954 disputée à Turin. Quatre disciplines de la natation — natation sportive, natation synchronisée, plongeon et water polo — figurent au programme, composé de 38 épreuves.

## Tableau des médailles
| Rang  | Nation               | Or | Argent | Bronze | Total |
| ----- | -------------------- | -- | ------ | ------ | ----- |
| 1     | Allemagne de l'Est   | 17 | 17     | 5      | 39    |
| 2     | Union soviétique     | 9  | 6      | 8      | 23    |
| 3     | Allemagne de l'Ouest | 4  | 3      | 8      | 15    |
| 4     | Royaume-Uni          | 4  | 1      | 2      | 7     |
| 5     | Italie               | 2  | 0      | 3      | 5     |
| 6     | Suède                | 1  | 1      | 0      | 2     |
| 7     | Bulgarie             | 1  | 0      | 1      | 2     |
| 8     | Pays-Bas             | 0  | 3      | 6      | 9     |
| 9     | Hongrie              | 0  | 3      | 0      | 3     |
| 10    | Yougoslavie          | 0  | 2      | 1      | 3     |
| 11    | Espagne              | 0  | 1      | 1      | 2     |
| 12    | France               | 0  | 1      | 0      | 1     |
| 13    | Tchécoslovaquie      | 0  | 0      | 2      | 2     |
| 14    | Roumanie             | 0  | 0      | 1      | 1     |
| Total | Total                | 38 | 38     | 38     | 114   |

## Tableau des médailles (bassin de50muniquement)
| Rang  | Nation               | Or | Argent | Bronze | Total |
| ----- | -------------------- | -- | ------ | ------ | ----- |
| 1     | Allemagne de l'Est   | 16 | 17     | 3      | 36    |
| 2     | Union soviétique     | 6  | 2      | 8      | 16    |
| 3     | Allemagne de l'Ouest | 4  | 2      | 6      | 12    |
| 4     | Italie               | 2  | 0      | 3      | 5     |
| 5     | Royaume-Uni          | 1  | 1      | 1      | 3     |
| 6     | Suède                | 1  | 1      | 0      | 2     |
| 7     | Pays-Bas             | 0  | 2      | 4      | 6     |
| 8     | Yougoslavie          | 0  | 2      | 1      | 3     |
| 9     | Hongrie              | 0  | 2      | 0      | 2     |
| 10    | Espagne              | 0  | 1      | 0      | 1     |
| 11    | Tchécoslovaquie      | 0  | 0      | 2      | 2     |
| 12    | Bulgarie             | 0  | 0      | 1      | 1     |
| 12    | Roumanie             | 0  | 0      | 1      | 1     |
| Total | Total                | 30 | 30     | 30     | 90    |

### Hommes
| Épreuve           | Or                                                                                      | Temps            | Argent                                                                        | Temps          | Bronze                                                                         | Temps          |
| Nage libre        |                                                                                         |                  |                                                                               |                |                                                                                |                |
| 100 m libre       | Per Johansson (SWE)                                                                     | 50 s 20          | Jörg Woithe (GDR)                                                             | 50 s 29        | Sergey Smiriagin (URS)                                                         | 50 s 35        |
| 200 m libre       | Michael Gross (FRG)                                                                     | 1 min 47 s 87    | Jörg Woithe (GDR)                                                             | 1 min 50 s 18  | Thomas Fahrner (FRG)                                                           | 1 min 50 s 92  |
| 400 m libre       | Vladimir Salnikov (URS)                                                                 | 3 min 49 s 80    | Borut Petrič (YUG)                                                            | 3 min 51 s 96  | Darjan Petrič (YUG)                                                            | 3 min 52 s 60  |
| 1500 m libre      | Vladimir Salnikov (URS)                                                                 | 15 min 8 s 84    | Borut Petrič (YUG)                                                            | 15 min 14 s 54 | Stefan Pfeiffer (FRG)                                                          | 15 min 16 s 85 |
| Dos               |                                                                                         |                  |                                                                               |                |                                                                                |                |
| 100 m dos         | Dirk Richter (GDR)                                                                      | 56 s 10          | Vladimir Shemetov (URS)                                                       | 56 s 38        | Sergey Zabolotnov (URS)                                                        | 56 s 95        |
| 200 m dos         | Sergey Zabolotnov (URS)                                                                 | 2 min 1 s 00     | Sándor Wladár (HUN)                                                           | 2 min 1 s 61   | Frank Baltrusch (GDR)                                                          | 2 min 2 s 46   |
| Brasse            |                                                                                         |                  |                                                                               |                |                                                                                |                |
| 100 m brasse      | Robertas Žulpa (URS)                                                                    | 1 min 3 s 32     | Adrian Moorhouse (GBR)                                                        | 1 min 3 s 37   | Gerald Mörken (FRG)                                                            | 1 min 4 s 16   |
| 200 m brasse      | Adrian Moorhouse (GBR)                                                                  | 2 min 17 s 49    | Albán Vermes (HUN)                                                            | 2 min 18 s 27  | Robertas Žulpa (URS)                                                           | 2 min 18 s 72  |
| Papillon          |                                                                                         |                  |                                                                               |                |                                                                                |                |
| 100 m papillon    | Michael Gross (FRG)                                                                     | 54 s 00 RE=      | David López-Zubero (ESP)                                                      | 54 s 77        | Aleksey Markovskiy (URS)                                                       | 54 s 81        |
| 200 m papillon    | Michael Gross (FRG)                                                                     | 1 min 57 s 05 RM | Sergey Fesenko (URS)                                                          | 1 min 59 s 74  | Paolo Revelli (ITA)                                                            | 1 min 59 s 84  |
| Quatre Nages      |                                                                                         |                  |                                                                               |                |                                                                                |                |
| 200 m 4 nages     | Giovanni Franceschi (ITA)                                                               | 2 min 2 s 48     | Jens-Peter Berndt (GDR)                                                       | 2 min 2 s 95   | Josef Hladký (TCH)                                                             | 2 min 3 s 55   |
| 400 m 4 nages     | Giovanni Franceschi (ITA)                                                               | 4 min 20 s 41    | Jens-Peter Berndt (GDR)                                                       | 4 min 20 s 81  | Josef Hladký (TCH)                                                             | 4 min 23 s 52  |
| Relais            |                                                                                         |                  |                                                                               |                |                                                                                |                |
| 4 × 100 m libre   | Union soviétique Sergey Smiriagin Sergey Krasyuk Vladimir Tkatchenko Aleksey Markovskiy | 3 min 20 s 89    | Suède Thomas Lejdström Per Johansson Per Holmertz Per Wikström                | 3 min 22 s 02  | Allemagne de l'Est Jörg Woithe Dirk Richter Rainer Sternal Sven Lodziewski     | 3 min 23 s 02  |
| 4 × 200 m libre   | Allemagne de l'Ouest Thomas Fahrner Alexander Schowtka Andreas Schmidt Michael Gross    | 7 min 20 s 40 RM | Allemagne de l'Est Dirk Richter Jörg Woithe Rainer Sternal Sven Lodziewski    | 7 min 23 s 01  | Italie Paolo Revelli Marcello Guarducci Raffaelle Franceschi Fabrizio Rampazzi | 7 min 26 s 01  |
| 4 × 100 m 4 nages | Union soviétique Sergey Smiriagin Vladimir Shemetov Robertas Žulpa Aleksey Markovskiy   | 3 min 43 s 99    | Allemagne de l'Ouest Stefan Peter Gerard Mörken Michael Gross Andreas Schmidt | 3 min 44 s 79  | Allemagne de l'Est Dirk Richter Sigurd Hanke Andreas Ott Jörg Woithe           | 3 min 45 s 54  |

### Femmes
| Épreuve           | Or                                                                           | Temps            | Argent                                                                             | Temps         | Bronze                                                                            | Temps         |
| Nage libre        |                                                                              |                  |                                                                                    |               |                                                                                   |               |
| 100 m libre       | Birgit Meineke (GDR)                                                         | 55 s 18          | Kristin Otto (GDR)                                                                 | 55 s 52       | Conny van Bentum (NED)                                                            | 56 s 61       |
| 200 m libre       | Birgit Meineke (GDR)                                                         | 1 min 59 s 45    | Astrid Strauss (GDR)                                                               | 2 min 00 s 16 | Conny van Bentum (NED)                                                            | 2 min 00 s 61 |
| 400 m libre       | Astrid Strauss (GDR)                                                         | 4 min 08 s 07 ER | Anke Sonnenbrodt (GDR)                                                             | 4 min 10 s 37 | Irinia Laritscheva (URS)                                                          | 4 min 12 s 90 |
| 800 m libre       | Astrid Strauss (GDR)                                                         | 8 min 32 s 12    | Anke Sonnenbrodt (GDR)                                                             | 8 min 37 s 72 | Sarah Hardcastle (GBR)                                                            | 8 min 40 s 44 |
| Dos               |                                                                              |                  |                                                                                    |               |                                                                                   |               |
| 100 m dos         | Ina Kleber (GDR)                                                             | 1 min 01 s 79    | Cornelia Sirch (GDR)                                                               | 1 min 02 s 46 | Carmen Bunaciu (ROU)                                                              | 1 min 03 s 08 |
| 200 m dos         | Cornelia Sirch (GDR)                                                         | 2 min 12 s 05    | Kathrin Zimmermann (GDR)                                                           | 2 min 13 s 36 | Larisa Gortschakova (URS)                                                         | 2 min 14 s 41 |
| Brasse            |                                                                              |                  |                                                                                    |               |                                                                                   |               |
| 100 m brasse      | Ute Geweniger (GDR)                                                          | 1 min 08 s 51 WR | Sylvia Gerasch (GDR)                                                               | 1 min 09 s 62 | Tania Bogomilova (BUL)                                                            | 1 min 10 s 77 |
| 200 m brasse      | Ute Geweniger (GDR)                                                          | 2 min 30 s 64    | Sylvia Gerasch (GDR)                                                               | 2 min 30 s 67 | Olga Zelenkova (URS)                                                              | 2 min 33 s 10 |
| Papillon          |                                                                              |                  |                                                                                    |               |                                                                                   |               |
| 100 m papillon    | Ines Geissler (GDR)                                                          | 1 min 00 s 31    | Cornelia Polit (GDR)                                                               | 1 min 00 s 92 | Cinzia Savi Scarpone (ITA)                                                        | 1 min 01 s 37 |
| 200 m papillon    | Cornelia Polit (GDR)                                                         | 2 min 07 s 82 ER | Ines Geissler (GDR)                                                                | 2 min 08 s 09 | Conny van Bentum (NED)                                                            | 2 min 12 s 87 |
| Quatre Nages      |                                                                              |                  |                                                                                    |               |                                                                                   |               |
| 200 m 4 nages     | Ute Geweniger (GDR)                                                          | 2 min 13 s 07    | Kathleen Nord (GDR)                                                                | 2 min 15 s 55 | Irina Gerassimova (URS)                                                           | 2 min 16 s 72 |
| 400 m 4 nages     | Kathleen Nord (GDR)                                                          | 4 min 39 s 95    | Petra Schneider (GDR)                                                              | 4 min 40 s 34 | Petra Zindler (FRG)                                                               | 4 min 47 s 90 |
| Relais            |                                                                              |                  |                                                                                    |               |                                                                                   |               |
| 4 × 100 m libre   | Allemagne de l'Est Kristin Otto Susanne Link Cornelia Sirch Birgit Meineke   | 3 min 44 s 72    | Pays-Bas Annemarie Verstappen Wilma van Velsen Elles Voskes Conny van Bentum       | 3 min 48 s 24 | Allemagne de l'Ouest Karin Seick Susanne Schuster Iris Zscherpe Ina Beyermann     | 3 min 49 s 86 |
| 4 × 200 m libre   | Allemagne de l'Est Kristin Otto Astrid Strauss Cornelia Sirch Birgit Meineke | 8 min 02 s 27 WR | Allemagne de l'Ouest Jutta Kalweit Birgit Kowalczyk Petra Zindler Ina Beyermann    | 8 min 11 s 69 | Pays-Bas Annemarie Verstappen Jolande van de Meer Reggie de Jong Conny van Bentum | 8 min 12 s 41 |
| 4 × 100 m 4 nages | Allemagne de l'Est Ina Kleber Ute Geweniger Ines Geissler Birgit Meineke     | 4 min 05 s 79 WR | Pays-Bas Jolanda de Rover Petra van Staveren Annemarie Verstappen Conny van Bentum | 4 min 12 s 78 | Allemagne de l'Ouest Svenja Schlicht Ute Hasse Ina Beyermann Karin Seick          | 4 min 13 s 25 |

## Natation synchronisée
| Épreuve | Médaille d'or                          | Médaille d'argent                                    | Médaille de bronze                      |
| Solo    | Carolyn Wilson (GBR)                   | Muriel Hermine (FRA)                                 | Gudrun Hänisch (FRG)                    |
| Duo     | Royaume-Uni Amanda Dodd Carolyn Wilson | Allemagne de l'Ouest Gudrun Hänisch Gerlind Scheller | Pays-Bas Catrien Eijken Marijke Engelen |
| Équipe  | Royaume-Uni                            | Pays-Bas                                             | Allemagne de l'Ouest                    |

## Plongeon
| Épreuve         | Médaille d'or            | Médaille d'argent          | Médaille de bronze     |
| Hommes          |                          |                            |                        |
| Tremplin de 3 m | Petar Georgiev (BUL)     | Nikolay Droshin (URS)      | Chris Snode (GBR)      |
| Haut vol à 10 m | David Ambartsumyan (URS) | Vyacheslav Troshin (URS)   | Steffen Haage (GDR)    |
| Femmes          |                          |                            |                        |
| Tremplin de 3 m | Brita Baldus (GDR)       | Tatyana Alyabeva (URS)     | Daphne Jongejans (NED) |
| Haut vol à 10 m | Alla Lobankina (URS)     | Anzhela Stasyulevich (URS) | Ramona Wenzel (GDR)    |

## Water polo
| Épreuve | Médaille d'or | Médaille d'argent | Médaille de bronze |
| Hommes  | URSS          | Hongrie           | Espagne            |